# 计算器暗号
计算器暗号（英語：Calculator spelling）是一种文字游戏。将常见的七段码计算器倒置，上面的数字被倒转后就会被显示出类似于拉丁字母的效果。这个游戏的玩法就是使用这种方式，以计算器显示出拉丁字母和单词，使用这种方式后显示出来的其中一些数字又可以同时指代出多个不同的字母，以此就可以拼接出一个不完整的字母表，这种游戏也被称为＂beghilos"（或beghilosz）。

## 引用
1. ↑  Clarke, R. J. . 2016. ISBN 9781530231997.
2. ↑  . the Guardian. 2014-01-10  [2022-09-25]. （原始内容存档于2022-12-11） （英语）.
3. ↑  Donaldson, Timothy. . 2008: p48. ISBN 9780979966620.
4. ↑  . World Wide Words.   [2022-09-25]. （原始内容存档于2022-09-25） （英国英语）.